# Manuel de Bizanci
Manuel de Bizanci (en llatí Manuel, en grec Μανουήλ) fou un escriptor romà d'Orient esmentat per Joan Escilitzes, que va viure al final del segle xi.
Escilitzes diu que va escriure sobre temes històrics però de manera poc acurada. Jordi Cedrè no menciona el seu nom, però l'inclou sota el terme una mica despectiu de οἱ λοιποὶ Βυζάντιοι "els altres bizantins".